# 刘勇 (1967年)
刘勇（1967年12月—），男性，纳西族，中共党员，云南丽江人。中华人民共和国政治人物。

## 生平
刘勇早年在云南省国有企业任职，2018年转战政界，曾任普洱市人民政府市长、中共楚雄州委书记，现任云南省人民政府副省长。